# Barbro Dreher
Barbro Dreher (* 22. Dezember 1957 in West-Berlin) ist eine deutsche politische Beamtin. Sie war von 2021 bis 2023 Staatssekretärin in der Berliner Senatsverwaltung für Finanzen und von 2019 bis 2021 Staatssekretärin in der Senatsverwaltung für Wirtschaft, Energie und Betriebe.

## Leben
Nach ihrem Abitur an der Schiller-Oberschule Berlin-Charlottenburg (1976) absolvierte Dreher bis März 1980 den Vorbereitungsdienst zur Regierungsinspektorin in der Senatsverwaltung für Inneres. Nach dem Ende der Laufbahnausbildung war sie in der Büroleitung der Senatskanzlei und der Haushaltsabteilung der Senatsverwaltung für Finanzen eingesetzt. Ab Juli 1982 war sie dort als Regierungsinspektorin für die Investitionsplanung von Berlin zuständig. Diese Aufgabe übte sie bis März 1993 aus und wurde im Dezember 1984 zur Beamtin auf Lebenszeit ernannt. Von September 1986 bis März 1992 war sie in der Senatsverwaltung für Finanzen für die Revision des Haushalts der Senatsverwaltung für Wirtschaft, Verkehr und Betriebe zuständig und zwischen März 1992 und März 1993 fungierte sie als Sachgebietsleiterin Revision für die Senatsverwaltung für Bauen, Wohnen und Verkehr. In der Folge übernahm sie bis Anfang 1996 die Sachgebietsleitung für den Gesamthaushalt von Berlin, ehe sie zur persönlichen Referentin von Finanzsenatorin Annette Fugmann-Heesing ernannt wurde. Von Oktober 1997 bis Juli 1999 absolvierte sie das Aufstiegsstudium für Aufgaben des höheren allgemeinen Verwaltungsdienstes.
Anfang 2000 wurde Dreher Referentin im Referat II D (Wirtschaft und Verkehr) der Senatsverwaltung für Finanzen. Von August 2002 bis Oktober 2008 war sie in verschiedenen Referentenpositionen für die Fraktion Bündnis 90/Die Grünen tätig. Im Dezember 2008 wurde Dreher Referentin für den Hauptausschuss des Abgeordnetenhauses von Berlin im Amt einer Regierungsdirektorin. Diese Position hatte sie bis Dezember 2012 inne, ehe sie die Leitung der Serviceeinheit Steuerungsdienst, Finanzen und Personal des Bezirksamts Pankow von Berlin übernahm. Im März 2018 wechselte sie in die Senatsverwaltung für Umwelt, Verkehr und Klimaschutz, wo sie die Abteilung Zentrales leitete.
Am 13. Februar 2019 wurde Dreher unter Senatorin Ramona Pop zur Staatssekretärin für die Bereiche Zentraler Service und Betriebe und Strukturpolitik in der Berliner Senatsverwaltung für Wirtschaft, Energie und Betriebe berufen. Sie wurde damit Nachfolgerin von Henner Bunde. Im Zuge der Bildung des Senats Giffey wechselte sie im Dezember 2021 als Staatssekretärin in die Senatsverwaltung für Finanzen. Mit der Bildung des Senates Wegner im April 2023 schied sie als Staatssekretärin aus dem Amt und trat in den Ruhestand.
Dreher ist verheiratet und Mutter einer Tochter.